# شهرستان نجره
ناحیهٔ نجره (به عربی: مدیریة نجرة) یک ناحیه در یمن است که در استان حجه واقع شده‌است. شهرستان نجره ۳۵٬۹۴۲ نفر جمعیت دارد.